# Bosdarros
Bosdarros település Franciaországban, Pyrénées-Atlantiques megyében. Lakosainak száma 969 fő (2022. január 1.). Bosdarros Arros-de-Nay, Gan, Gelos, Haut-de-Bosdarros, Narcastet, Pardies-Piétat, Rébénacq, Rontignon, Saint-Abit, Sévignacq-Meyracq és Baliros községekkel határos.

## Népesség
A település népességének változása:
| Lakosok száma | 1014 | 1021 | 1017 | 1047 | 1013 | 1001 | 988  | 976  | 973  | 969  |
|               | 2010 | 2013 | 2015 | 2016 | 2017 | 2018 | 2019 | 2020 | 2021 | 2022 |